# Мастер и Маргарита (телесериал, 1988)
«Мастер и Маргарита» (пол. Mistrz i Małgorzata) — четырёхсерийный телефильм Мацея Войтышко, получивший самые благоприятные отзывы зрителей и критики (среди последних специалист по творчеству Михаила Булгакова, литературовед и русист Анджей Дравич). Премьера фильма состоялась 20 марта 1990 года.

## Сюжет
В 1930-х годах в Москву прибывает загадочный иностранный профессор, утверждающий, что он присутствовал при встрече Иисуса и Понтия Пилата. В это же время в городе начинают происходить престранные события. Постепенно выясняется, что в столицу прибыл сам Сатана со своей свитой. С помощью своих спутников он намерен посмотреть на современных москвичей, и в результате своих наблюдений приходит к выводу, что они не изменились, лишь квартирный вопрос испортил их.
Одновременно с этим развивается сюжетная линия о Маргарите, Мастере и его романе. Труд всей жизни Мастера, роман о Понтии Пилате, советские критики встретили в штыки, а сам Мастер оказался сначала под следствием, а после — в больнице для душевнобольных. Убитая горем Маргарита ничего не знала о судьбе возлюбленного, но продолжала думать о нём.
Ещё одна история — рассказ о бродячем философе Иешуа Га-Ноцри и прокураторе Иудеи Понтии Пилате, который из трусости и малодушия послал его на смерть. Именно об этом писал Мастер в своём романе.
Все три сюжетные линии переплетаются, череда фантасмагорических событий завершается грандиозным балом у Сатаны, а Мастер в конце концов обретает покой со своей Маргаритой.

## О фильме
Отличительной особенностью фильма является то, что его авторы очень бережно отнеслись к тексту Михаила Булгакова — сценарий максимально точно повторяет книгу-первоисточник. Это не первая польская версия романа. Ещё в 1971 году его исторические главы были перенесены на экран Анджеем Вайдой в ленте «Пилат и другие», созданной для западногерманской телекомпании RFN (исполнительский состав был полностью польский). Режиссёр Мацей Войтышко не имел финансовой возможности использовать спецэффекты (это именно телевизионный фильм, снятый видеокамерой, как телеспектакль), но сумел подобрать первоклассный актёрский состав. Польские критики высоко оценили не только исполнителей главных ролей, но и актёров второго плана.
Сериал состоит из следующих частей:
- 1 серия: «Сеанс чёрной магии»
- 2 серия: «Мастер»
- 3 серия: «Маргарита»
- 4 серия: «Прощание»

## В ролях
- Владислав Ковальский — Мастер
- Анна Дымна — Маргарита
- Густав Холубек — Воланд
- Януш Михаловский[пол.] — Коровьев-Фагот, демон-рыцарь из свиты Воланда
- Мариуш Бенуа — Азазелло, демон-убийца из свиты Воланда
- Збигнев Замаховский — кот Бегемот, шут-оборотень из свиты Воланда / Сашка Рюхин, поэт, член МАССОЛИТа
- Марек Голембёвский — кот Бегемот, шут-оборотень из свиты Воланда
- Марек Пысь[пол.] — кот Бегемот, шут-оборотень из свиты Воланда
- Мария Пробош[пол.] — Гелла, вампирша из свиты Воланда
- Збигнев Запасевич — Понтий Пилат, прокуратор Иудеи
- Ян Энглерт — Иосиф Каифа, первосвященник иудейский
- Игор Пшегродский[пол.] — Михаил Александрович Берлиоз, председатель правления МАССОЛИТа
- Ян Янковский — Иван Николаевич Бездомный, поэт, член МАССОЛИТа
- Тадеуш Брадецкий — Иешуа Га-Ноцри, бродячий философ
- Ежи Гудейко[пол.] — Левий Матвей, сборщик податей, ученик Иешуа
- Марек Обертын[пол.] — Афраний, начальник тайной стражи, прокуратора Иудеи / генерал НКВД
- Ежи Боньчак — Степан Богданович Лиходеев, директор Варьете
- Витольд Скарух — Григорий Данилович Римский, заместитель директора Варьете
- Здзислав Вардейн — Иван Савельевич Варенуха, администратор Варьете
- Ян Тесаж[пол.] — Никанор Иванович Босой, председатель жилтоварищества
- Юзеф Фрызьлевич[пол.] — Аркадий Аполлонович Семплеяров, председатель акустической комиссии
- Ян Матяшкевич[пол.] — Максимилиан Андреевич Поплавский, дядя Берлиоза
- Эдмунд Феттинг — Стравинский, профессор, врач психиатрической клиники
- Владимир Беднарский[пол.] — Арчибальд Арчибальдович, метрдотель Грибоедовского ресторана
- Ежи Карашкевич[пол.] — Алоизий Могарыч, критик
- Павел Новиш[пол.] — Василий Степанович Ласточкин, бухгалтер Варьете
- Веслав Джевич[пол.] — Андрей Фокич Соков, заведующий буфетом в Варьете
- Кшиштоф Стельмашик[пол.] — Иуда из Кириафа / барон Майгель
- Ванда Врублевская — Наташа, домработница Маргариты
- Еже Зигмунт Новак[пол.] — Николай Иванович, сосед по дому Маргариты
- Адрианна Беджиньская — Ниса
- Мария Чунелис[пол.] — Фрида, гостья на балу
- Ян Коциняк — Жорж Бенгальский, конферансье Варьете
- Ирена Ковнас — Прасковья Фёдоровна, медсестра в психиатрической клиники
- Хенрик Махалица — профессор Кузьмин
- Иоанна Жулковская[пол.] — Софья Павловна, вахтёр в «Грибоедове»
- Кристина Фельдман — Аннушка
- Нина Черкес — Милица Андреевна Покобатько, артистка разъездного районного театра
- Кшиштоф Строиньский[пол.] — следователь
- Збигнев Бучковский[пол.] — тайный агент
- Анджей Блюменфельд[пол.] — врач-психиатр
- Анна Лопатовская — Лапшеникова, секретарь
- Малгожата Зайончковская — женщина в Варьете
- Хенрик Лапиньский — писатель, член МАССОЛИТа
- Кристина Сенкевич — Караулина, писательница
- Станислав Гавлик[пол.] — Глухарёв, член МАССОЛИТа
- Януш Гайос — незнакомец
- Мирослава Краевская — эпизод
- Дариуш Кордек[пол.] — агент
- Мацей Корвин[пол.] — гость в «Доме Грибоедова»
- Гжегож Герак[пол.] — член МАССОЛИТа
- Томаш Дуткевич[пол.] — эпизод
- Артур Барчиш[пол.] — сотрудник Варьете
- Янина Новицкая[пол.] — медсестра
- Кшиштоф Ореховский[пол.] — эпизод
- Григорий Павловский[пол.] — эпизод
- Рафал Валентович[пол.] — агент
- Влодзимеж Вишневский[пол.] — эпизод
- Казимеж Высота[пол.] — поющий клерк
- Хелена Ковальчикова[пол.] — эпизод
- Александра Киселевская[пол.] — поющая сотрудница
- Зенон Дондаевский[пол.] — зритель в зале
- Дариуш Добковский[пол.] — эпизод
- Пётр Цирвус[пол.] — Парчевский, зритель в зале
- Магдалена Завадская[пол.] — секретарша Пролежнева
- Кшиштоф Драч[пол.] — член домоуправления Пятнажко
- Мариуш Лещинский[пол.] — секретарь Понтия Пилата
- Эва Дековная[пол.] — «Штурман Жорж», писательница
- Кристина Бигельмайер[пол.] — кассир в Варьете
- Кшиштоф Вечорек — Бескудников, член МАССОЛИТа
- Войцех Дурьяш[пол.] — Желдыбин, заместитель Берлиоза
- Станислав Брудны[пол.] — Латунский, критик
- Мария Пабись-Коженёвская — Пелагея Антоновна, жена Босого
- Барбара Згожелевич — жена Семплеярова
- Маргарита Рожнятовская[пол.] — кондуктор в трамвае / зрительница в зале
- Войцех Скибиньский[пол.] — портье в «Доме Грибоедова»
- Ян Янга-Томашевский[пол.] — палач
- Марек Сюдым[пол.] — таксист (нет в титрах)
- Марек Боцяняк[пол.] — агент
- Игорь Куявский[пол.] — Аббадона, демон войны (прототипом персонажа романа является Аваддон)
- Ежи Винницкий — Иоганн Штраус, дирижёр оркестра на балу
- Томаш Творковский — Клавдий, гость на балу (нет в титрах)
- Йоланта Панковская — Мессалина, гостья на балу (нет в титрах)
- Анджей Панковский — маркиз де Сад, гость на балу (нет в титрах)

## Показ в России
В России фильм транслировался с многоголосым закадровым переводом Телевизионной студии кинопрограмм РГТРК «Останкино».
- Режиссёр озвучивания: Татьяна Маслова
- Переводчик: Майя Стрыгина

Текст читали:
- Наталья Гурзо
- Анна Фроловцева
- Герман Коваленко
- Алексей Инжеватов
- Борис Быстров
- Андрей Ярославцев
- Виталий Ованесов